# Zidanta II
Zidanta II fue un rey de Hatti, sucesor de Hantili II, que gobernó en el siglo XV a. C.

## Biografía
Poco se sabe sobre su gobierno, excepto que es probable que hubiera una guerra entre el reino hitita y Kizzuwadna, según se puede deducir del tratado de paz que firmaron posteriormente ambos estados y del que se han conservado fragmentos que demuestran la relativa debilidad de los hititas durante el periodo oscuro. Este fue el último tratado paritario firmado entre un rey hitita y un rey de  Kizzuwadna.
Zidanta II fue sucedido por Huzziya II, cuya parentesco mutuo es desconocido.